# David Carnegie (skeletonåkare)
David Ludovic George Hopetoun Carnegie, född 24 september 1901 i London, död 7 november 1963 i Binfield i Berkshire, var en brittisk bobåkare och skeletonåkare. Carnegie blev olympisk bronsmedaljör i skeleton vid olympiska vinterspelen 1928 i Sankt Moritz. Carnegie var den 11:e earlen av Northesk.